# Exergo

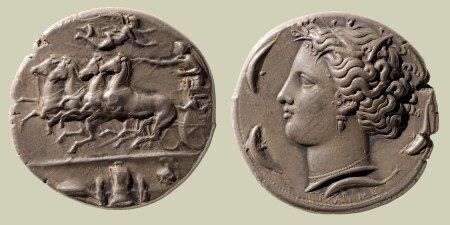
Decadracma de Siracusa con exergo debajo de la cuadriga. (c. 400a. C.).

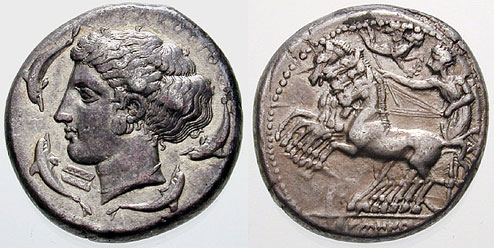
Tetradracma de Siracusa (c. 415-405 a. C.). Rev: en el exergo ΕΥΜΗΝΟΥ, firma del artista.

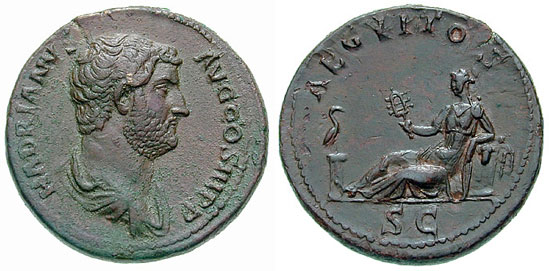
As romano con la inscripción SC (Senatus Consulto) en el exergo.

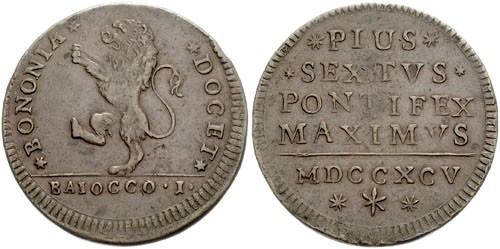
Bajocco romano (1795). Debajo de la línea de exergo: a la izquierda, la indicación del valor; a la derecha la fecha.

El exergo (del latín: exergum, plural: exerga, a su vez del griego: ἐξ ἔργου, ex, "fuera" y érgou, "obra") es ese espacio limitado que en una moneda o medalla se sitúa debajo del diseño principal (mucho más raramente encima) y a veces separado de él por una línea horizontal. Se denomina así precisamente porque queda "fuera de la obra", es decir, fuera del diseño, que constituye en cambio la parte esencial de la moneda.
Las primeras apariciones de exergos se dan en los decadracmas de Siracusa.
Las monedas modernas suelen incluir en la sección el año, la marca del propietario de la ceca o la letra de ceca u otra información. En las descripciones de las monedas, la abreviatura "i. A." se utiliza a menudo para "en la sección".

## Utilización
A menudo, este espacio se utiliza para colocar diversas indicaciones, como la fecha, el valor u otra información, incluida la marca de la ceca que la produjo, el gentilicio en el caso de las monedas griegas antiguas, la firma del acuñador o, simplemente, algunos elementos decorativos. También puede no estar presente.

## Mundo editorial
En el mundo editorial, el término se utiliza para designar un lema o cita de otra obra colocado al principio de un libro o de un escrito en general, normalmente justificado a la derecha en una columna de menor anchura. El exergo tiene cierta relevancia para el tema del libro, pero no es necesario para su comprensión.